# Sara Vitiello
Sara Vitiello (Reggio Emilia, 6 agosto 1996) è una marciatrice italiana, campionessa nazionale della marcia 35 km nel 2023.

## Biografia
Inizia a praticare l'atletica leggera alla scuola media, per concentrarsi sulla marcia una volta approdata nella categoria cadette nella Self Atletica.
Il suo debutto in nazionale assoluta risale al 2022 quando, sotto la guida tecnica di Diego Cacchiarelli, ha raggiunto la 22ª posizione nella classifica individuale e la 4ª in quella a squadre nella marcia 35 km dei mondiali a squadre di marcia di Mascate.
Nel 2023 ha conquistato il suo primo titolo di campionessa italiana nella marcia 35 km e, dopo essere entrata nel Gruppo Sportivo Fiamme Oro, ha conquistato la medaglia d'argento con la squadra italiana ai campionati europei a squadre di marcia di Poděbrady, posizionandosi 16ª nella classifica individuale. Nell'agosto dello stesso anno si classifica 19ª ai campionati mondiali di atletica leggera di Budapest.

## Progressione

### Marcia 3000 metri indoor
| Stagione  | Tempo     | Luogo  | Data      | Rank. Mond. |
| --------- | --------- | ------ | --------- | ----------- |
| 2022-2023 | 13'25"32  | Ancona | 18-2-2023 |             |
| 2020-2021 | 13'50"79  | Ancona | 20-1-2021 |             |
| 2019-2020 | 14'07"06  | Ancona | 22-2-2020 |             |
| 2016-2017 | 14'18"46  | Padova | 7-1-2017  |             |
| 2015-2016 | 14'44"98  | Ancona | 6-2-2016  |             |
| 2013-2014 | 15'06"63  | Ancona | 8-2-2014  |             |
| 2012-2013 | 16'00"2 m | Parma  | 12-1-2013 |             |

### Marcia 5000 metri
| Stagione | Tempo    | Luogo   | Data      | Rank. Mond. |
| -------- | -------- | ------- | --------- | ----------- |
| 2023     | 23'55"15 | Bergamo | 10-6-2023 |             |
| 2022     | 24'02"98 | Palermo | 17-9-2022 |             |
| 2021     | 23'36"75 | Milano  | 24-4-2021 |             |
| 2020     | 23'22"17 | Orvieto | 5-9-2020  |             |
| 2019     | 23'49"30 | Modena  | 11-5-2019 |             |
| 2018     | 24'28"16 | Modena  | 5-5-2018  |             |
| 2017     | 23'43"43 | Modena  | 20-5-2017 |             |
| 2016     | 24'53"05 | Modena  | 21-5-2016 |             |
| 2015     | 25'08"11 | Caorle  | 3-10-2015 |             |
| 2014     | 25'48"99 | Modena  | 14-6-2014 |             |
| 2013     | 25'53"45 | Modena  | 22-6-2013 |             |
| 2012     | 25'53"45 | Modena  | 19-5-2012 |             |

### Marcia 20 km
| Stagione | Tempo    | Luogo         | Data       | Rank. Mond. |
| -------- | -------- | ------------- | ---------- | ----------- |
| 2023     | 1h37'18" | Frosinone     | 19-3-2023  |             |
| 2021     | 1h38'43" | Grottammare   | 24-10-2021 |             |
| 2020     | 1h41'18" | Grottammare   | 25-10-2020 |             |
| 2019     | 1h42'17" | Napoli        | 12-7-2019  |             |
| 2018     | 1h39'39" | Reggio Emilia | 21-10-2018 |             |
| 2017     | 1h41'55" | Cassino       | 26-3-2017  |             |
| 2016     | 1h43'17" | Poděbrady     | 9-4-2016   |             |
| 2015     | 1h47'31" | Cassino       | 29-3-2015  |             |

### Marcia 35 km
| Stagione | Tempo    | Luogo         | Data      | Rank. Mond. |
| -------- | -------- | ------------- | --------- | ----------- |
| 2023     | 2h54'06  | Milazzo       | 29-1-2023 |             |
| 2022     | 3h00'12" | Pescara       | 16-1-2022 |             |
| 2019     | 3h30'41" | Gioiosa Marea | 27-1-2019 |             |

## Palmarès
| Anno | Manifestazione               | Sede      | Evento       | Risultato | Prestazione | Note |
| ---- | ---------------------------- | --------- | ------------ | --------- | ----------- | ---- |
| 2022 | Mondiali a squadre di marcia | Mascate   | Marcia 35 km | 22ª       | 3h14'57"    |      |
| 2022 | Mondiali a squadre di marcia | Mascate   | A squadre    | 4ª        | 44 p.       |      |
| 2023 | Europei a squadre di marcia  | Poděbrady | Marcia 35 km | 16ª       | 3h01'18"    |      |
| 2023 | Europei a squadre di marcia  | Poděbrady | A squadre    | Argento   | 25 p.       |      |
| 2023 | Mondiali                     | Budapest  | Marcia 35 km | 19ª       | 2h57'00"    |      |

## Campionati nazionali
- 1 volta campionessa italiana assoluta della marcia 35 km (2023)

2012
- 22ª ai campionati italiani allievi, marcia 5000 m - 28'32"02
- 13ª ai campionati italiani assoluti, marcia 10 km - 56'47"

2013
- 10ª ai campionati italiani allievi indoor, marcia 3000 m - 16'17"20
- 10ª ai campionati italiani allievi, marcia 5000 m - 26'57"66

2014
- 6ª ai campionati italiani juniores indoor, marcia 3000 m - 15'06"63
- 8ª ai campionati italiani juniores, marcia 10000 metri - 55'11"74

2015
- 4ª ai campionati italiani juniores, marcia 10000 m - 53'23"56
- 20ª ai campionati italiani assoluti, marcia 10 km - 54'41"

2016
- 4ª ai campionati italiani under 23 indoor, marcia 3000 m - 14'44"98
- 6ª ai campionati italiani assoluti indoor, marcia 3000 m - 14'45"26

2017
- 5ª ai campionati italiani under 23 indoor, marcia 3000 m - 14'23"68
- Bronzo ai campionati italiani under 23, marcia 10000 m - 49'06"92
- 7ª ai campionati italiani assoluti di marcia, marcia 20 km - 1h41'55"

2018
- 4ª ai campionati italiani assoluti di marcia 10 km - 49'17"
- 4ª ai campionati italiani assoluti di marcia 20 km - 1h42'25"

2019
- 8ª ai campionati italiani assoluti, marcia 10 km - 50'12"
- Fuori classifica ai campionati croati assoluti di marcia, marcia 20 km - 1h42'29"

2020
- 4ª ai campionati italiani assoluti indoor, marcia 3000 m - 14'07"06
- 6ª ai campionati italiani assoluti di marcia 10 km - 47'56"

2021
- Bronzo ai campionati italiani assoluti indoor, marcia 3000 m - 14'01"07
- 5ª ai campionati italiani assoluti, marcia 10 km - 48'52"
- 5ª ai campionati italiani assoluti di marcia, marcia 20 km - 1h39'50"

2022
- Bronzo ai campionati italiani assoluti di marcia, marcia 35 km - 3h00'12"

2023
- Argento ai campionati italiani assoluti indoor, marcia 3000 m - 13'25"32
- 4ª ai campionati italiani assoluti di marcia, marcia 20 km - 1h37'18"
- Oro ai campionati italiani assoluti di marcia, marcia 35 km - 2h54'06"

2024
- Bronzo ai campionati italiani assoluti indoor (Ancona), marcia 3000 m - 13'02"99